# Shikomizue

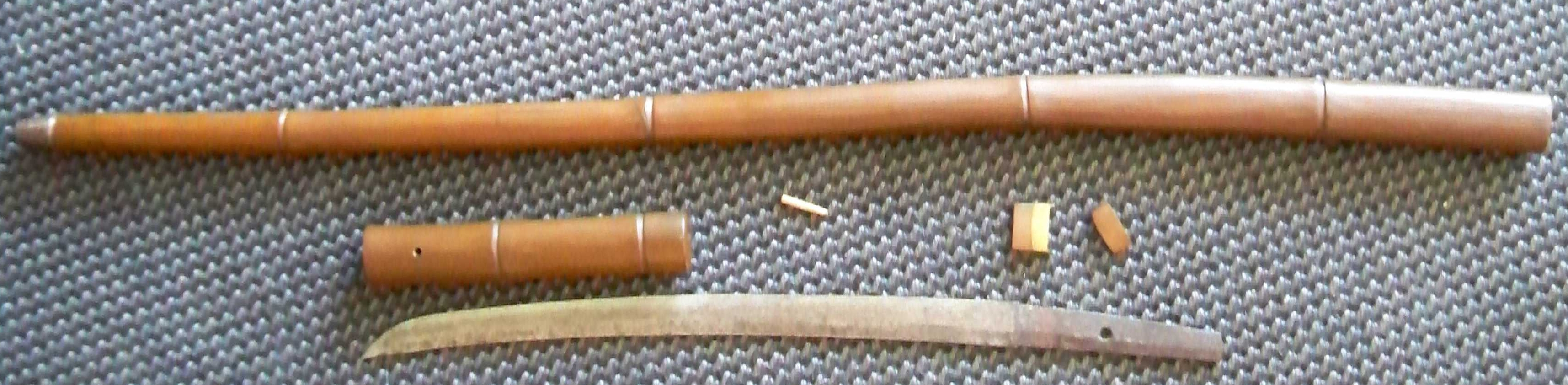
Shikomizue con sus diversas partes separadas.

La shikomizue (仕込み杖?  literalmente bastón preparado), también llamada shikomi jō o shikomi bō es una espada japonesa camuflada con el aspecto exterior de un bastón. De hecho, el espacio interior oculto del bastón podía contener tanto la hoja de una espada como la punta de una lanza, una cadena o ser un simple depósito de polvo para cegar a un oponente, el llamado metsubushi.
No debe ser confundido con la shirasaya, que es tan solo un montaje sencillo sin decoración para almacenar una hoja.